# ژان بریشت
ژان بریشت (انگلیسی: Jean Brichaut; ۲۹ ژوئیهٔ ۱۹۱۱ – ۱ ژوئیه ۱۹۶۲) یک بازیکن فوتبال اهل بلژیک بود.
وی همچنین در تیم ملی فوتبال بلژیک بازی کرده‌است.